# 光学ドライブ
光学ドライブ（こうがくドライブ、英: optical drive）とは、光ディスクのデータを、レーザー照射など光学的な方法を使い読み出したり書き込んだりするドライブ（駆動装置）であり、外部記憶装置（ストレージ）の一種。光学式ドライブ（こうがくしきドライブ）または光ディスクドライブ（ひかりディスクドライブ、英: optical disc drive）とも呼ばれ、BIOSやUEFIでは頭文字からODDとも略記される。
一般的にCDドライブ、DVDドライブ、BDドライブ、相変化型記憶装置（PD）などを指す。広義にはミニディスク（MD）、光磁気ディスク装置（MO）、光磁気テープドライブなど記録に磁気を併用する装置も含む。
本項では光ディスク（CD、DVD、BDなど）用のディスクドライブについて主に記述する。

## 構造と動作原理

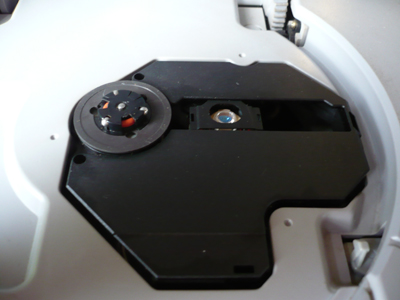
スピンドル（写真中央やや左、黒色で丸いもの）とピックアップレンズ（写真中央やや右、青色の小さいガラス状のもの）。（このドライブはPlayStation (初代）のもの）

回転の中心となる軸（スピンドル）に光ディスクを固定する。スピンドルモーターで光ディスクを高速回転させ、円周状にレーザー光を照射、ピックアップレンズでディスクからの反射光の変化を検出することでデータを読み込む。
ピックアップレンズはディスクの半径方向（ディスク中心付近から外縁までの間）に動きこれにディスクの回転が加わることで、ディスク全体を処理することが可能である。
書き込み可能なドライブでデータを書き込む場合には、レーザーを照射して光ディスクの記録面の表面の状態を変化させることによりデータを記録する。

## 種類・分類
光学ドライブはディスクの挿入方法や接続方法、対応メディアによっていくつかに分類できる。

### ローディング方式による分類
ドライブ装置へのディスクのローディングの方式による分類としては、次のものが挙げられる。
トップローディング (top-loading)
筐体上面の蓋が開いて上からディスクを出し入れするもの。最も小型化できる。かつてはCDラジカセやコンポ、DVDプレーヤー、家庭用ゲーム機などで多く見られたが、装置の構造が単純な反面、蓋の開閉のために上方に空間が必要なことや、光学ドライブを必ず機器の上面に配置しなければならないといった制約もあり、近年ではあまり見かけなくなった。
フロントローディング (flont-loading)
筐体の前面（手前側側面）からディスクを挿入するもの。フロントローディングは、さらに次の3種に細かく分類できる。
スロットローディング（slot-loading)
細長いスリット状の挿入口に直にディスクを差し込む。次に説明するトレイ式などより装置の体積や開口部の面積が小さくて済むので、車載機器や携帯機器など大きさに制約のある装置によく利用される。ディスク以外の誤物を挿入しにくく、ディスク駆動中の騒音を抑える傾向にある。ゲーム機ではXbox 360より後のハード全てで採用されている(PlayStation 3 CECH-4000モデルを除く)。
トレイローディング（tray-loading)
挿入口からトレイが手前にせり出す。トップローディングを採用しにくいパソコンの内蔵光学ドライブなどで最も一般的な方式。レコーダーでよく採用される。
キャディローディング（caddy-loading）
「キャディ」と呼ばれる専用のカートリッジにディスクを入れて装置の差込口に挿入するもの。初期の光学ドライブ装置で用いられた方式であり、当時は読み書きが不安定になることがあり、安定性を高めるためにキャディで固定していたが、信頼性が向上したことによりキャディを使う必要性は無くなり、姿を消した。

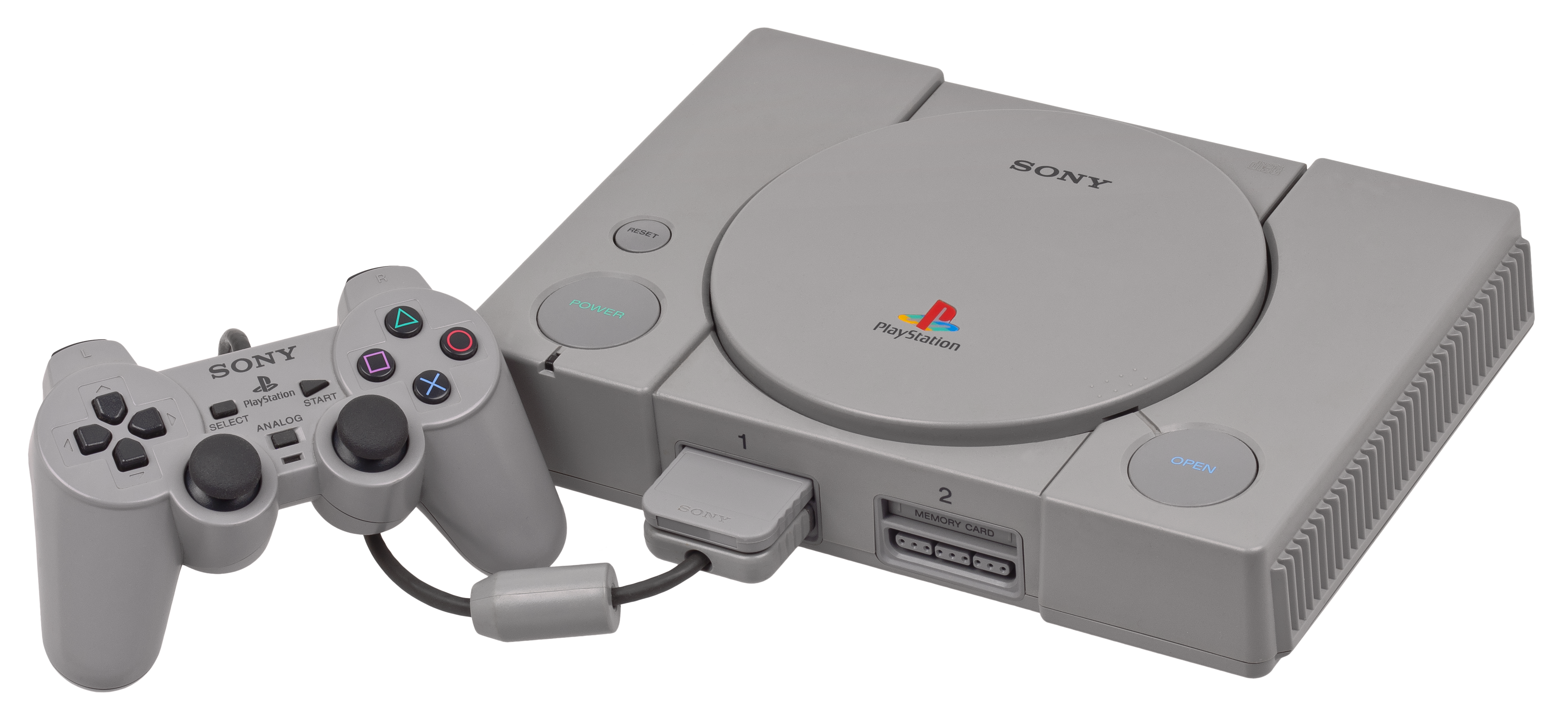
トップローディング
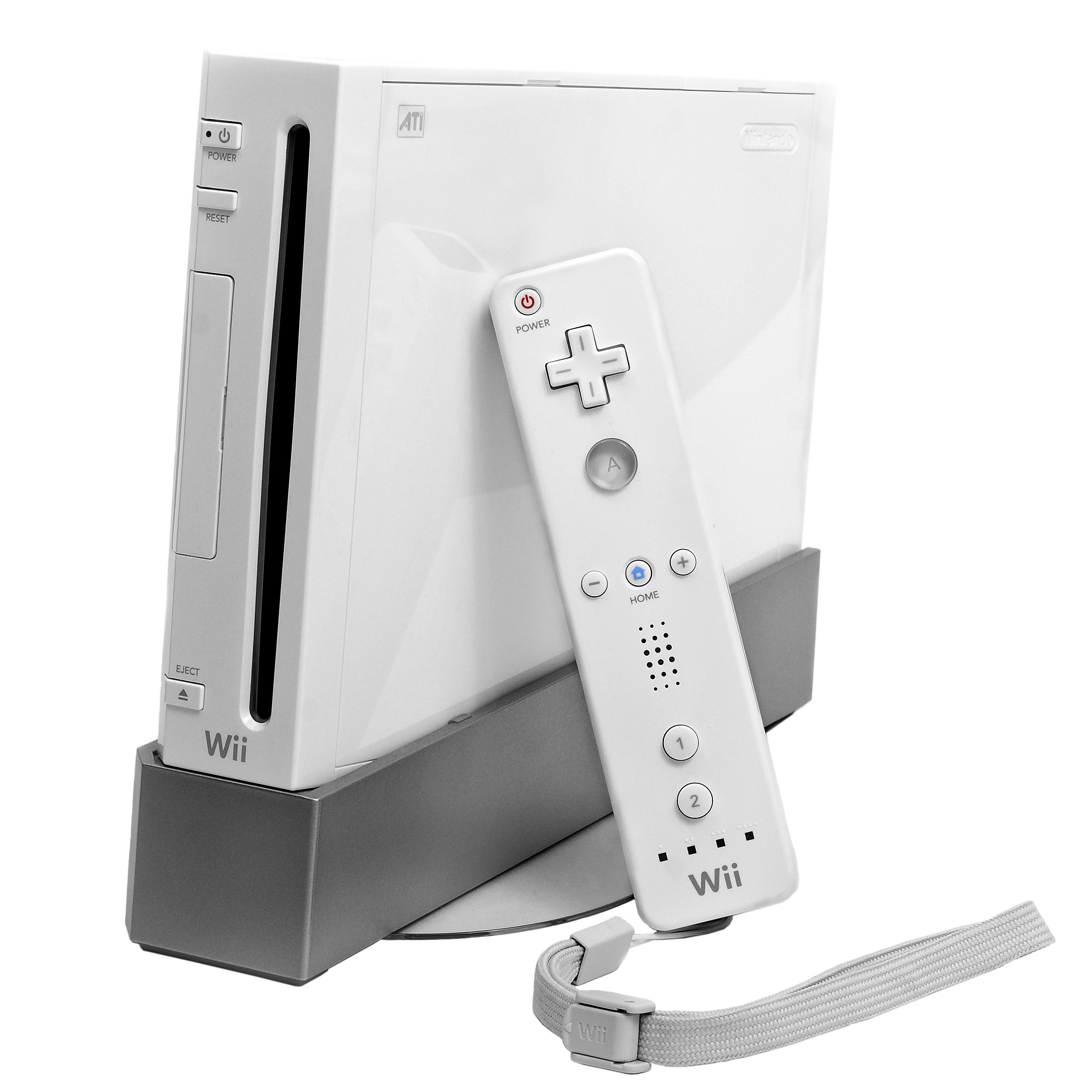
スロットローディング
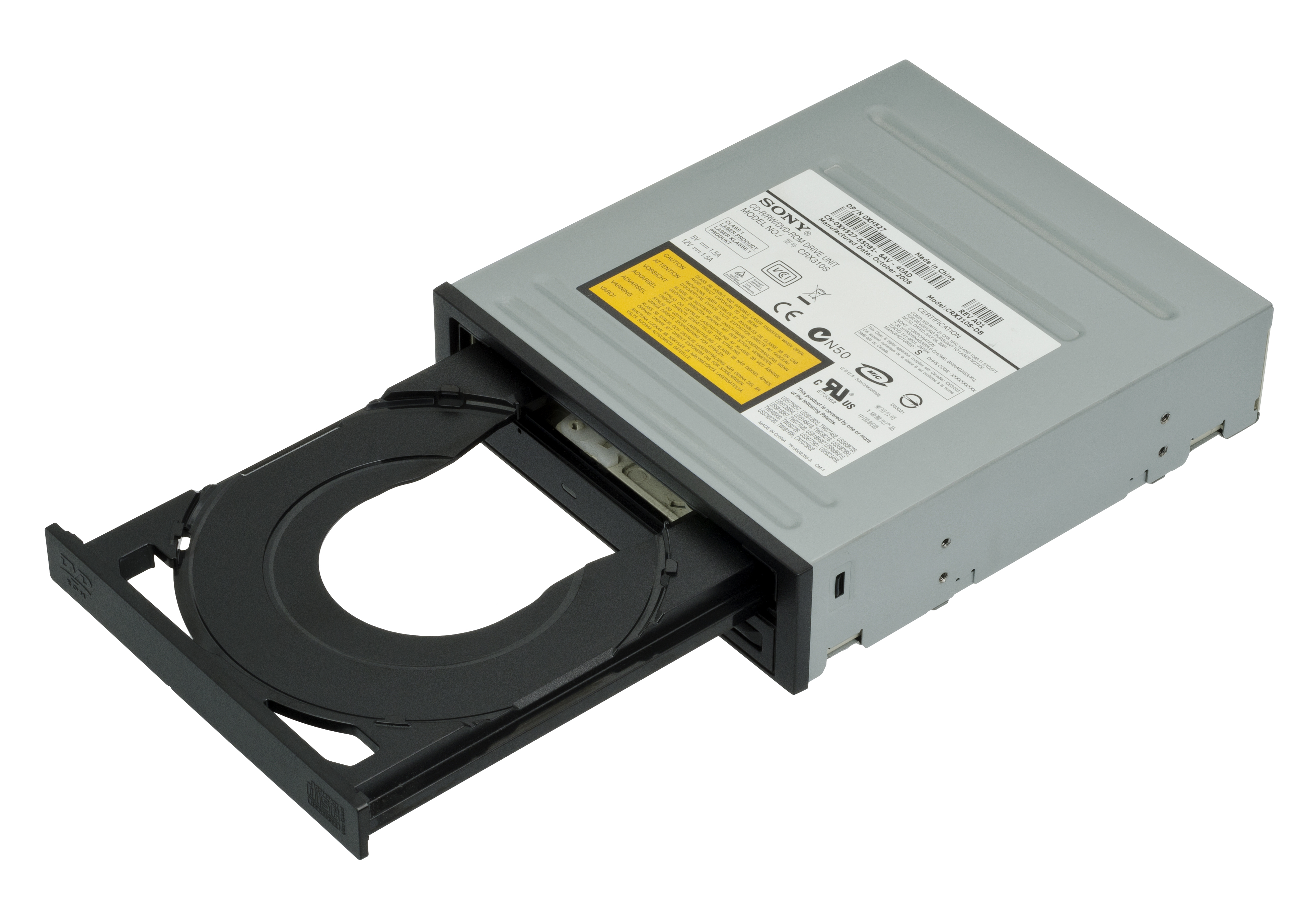
トレイローディング
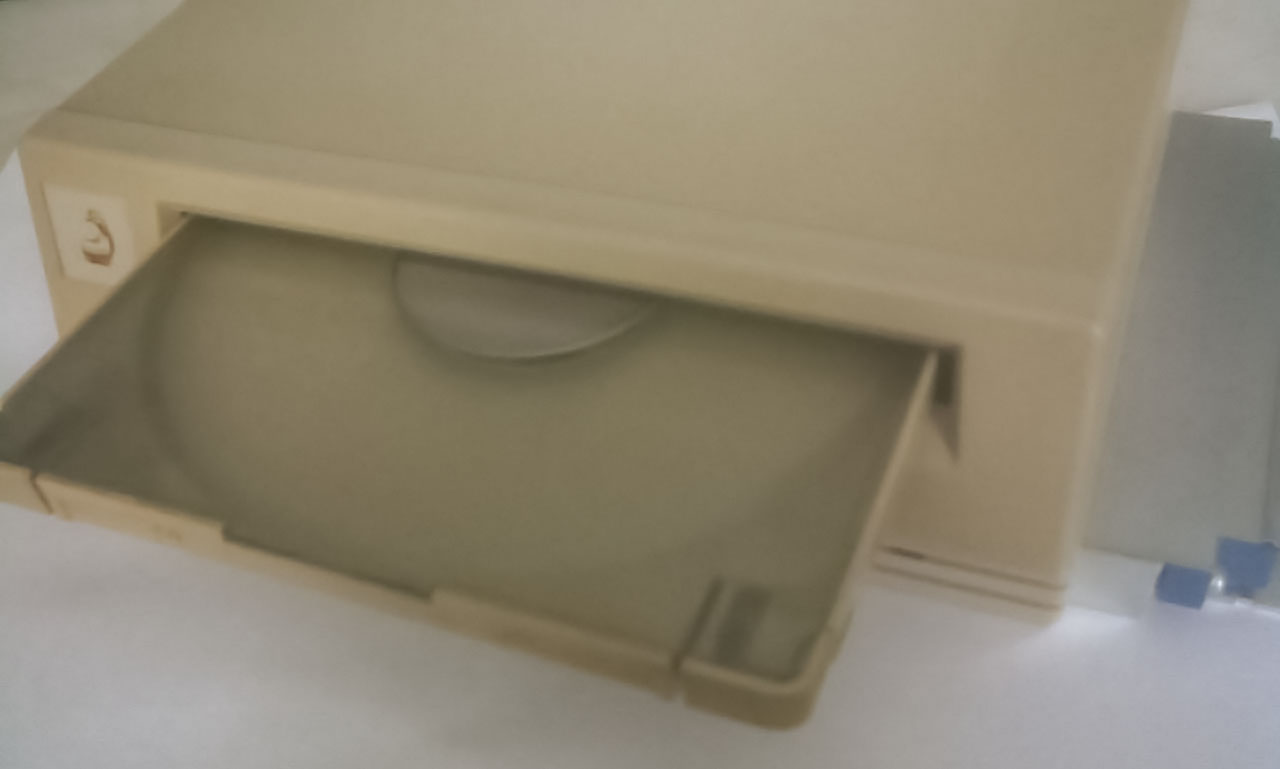
キャディローディング

### 内蔵 / 外付けの違いによる分類
内蔵ドライブ（internal drive）
ドライブが機器の筐体の内に配置されるもの。
外付けドライブ（external drive）
ドライブが機器の筐体の外に配置されるもの。外部ケーブルにより機器に接続されるタイプが一般的だが、Wifi接続するものもある。

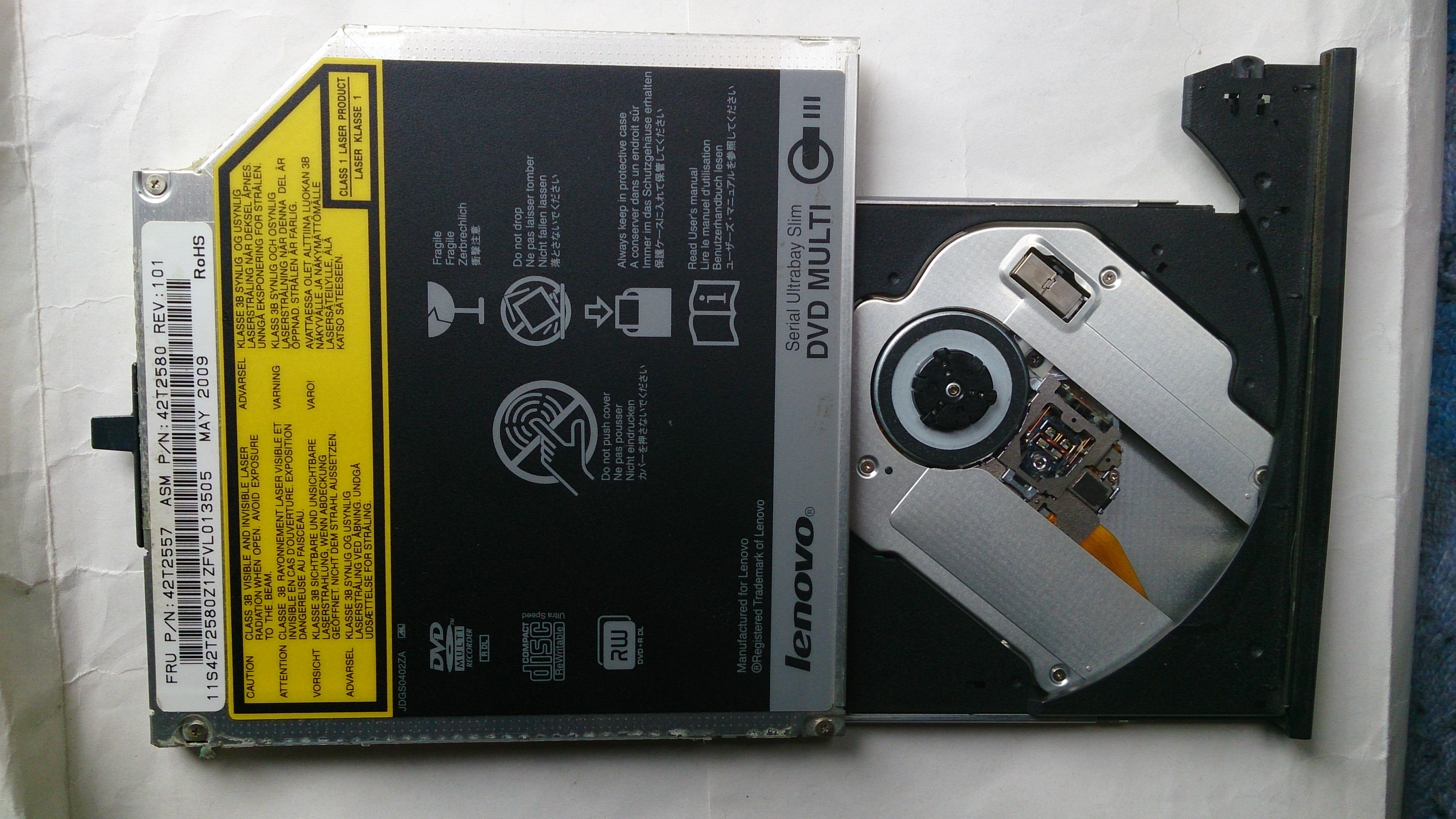
内蔵ドライブの例。ノートPCで一般的なタイプ。スピンドルやピックアップが組み込まれたトレイが飛び出す方式。
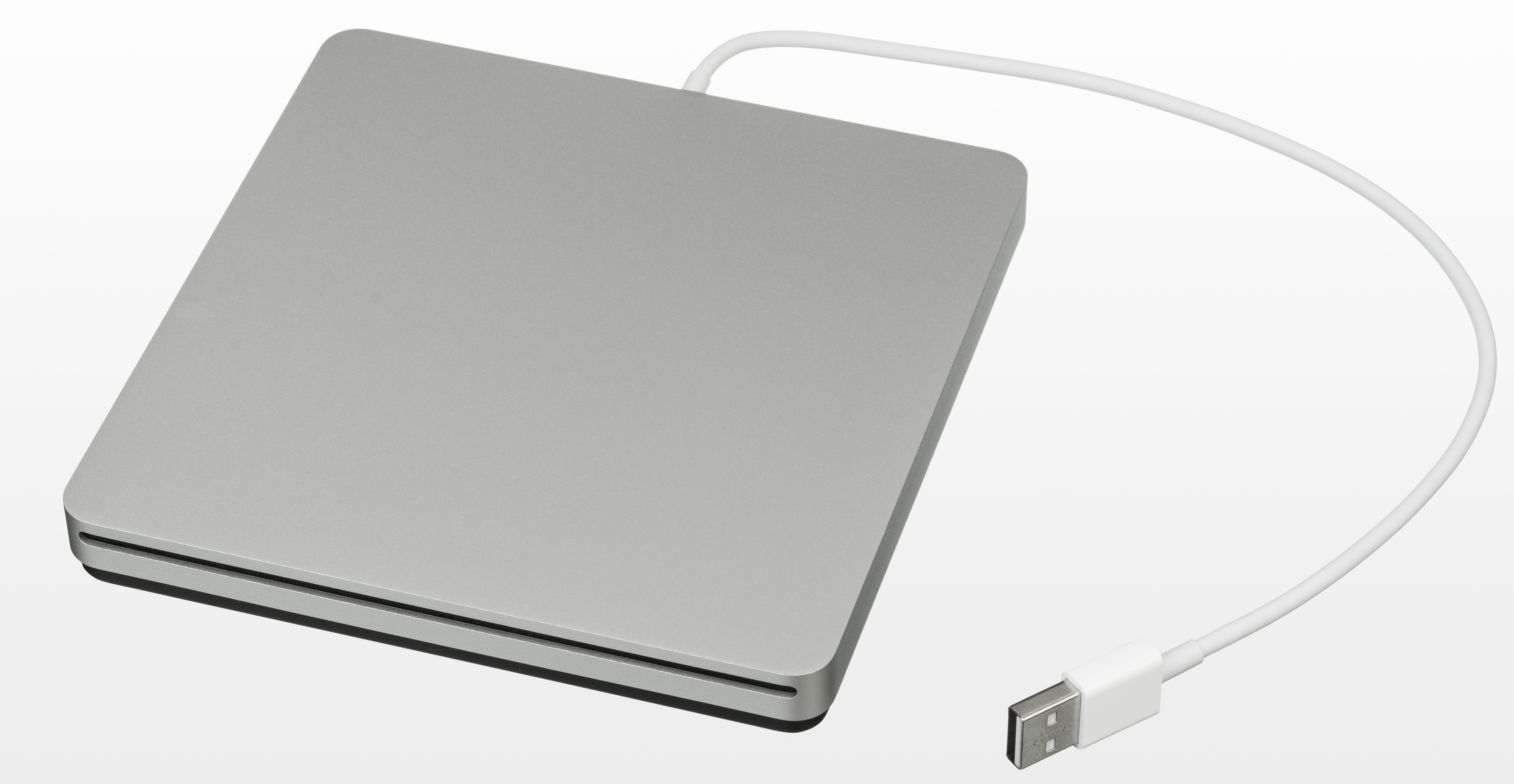
外付けドライブの例。USBケーブルで接続するタイプ。（写真はApple USBスーパードライブ）

### 使用可能なディスクによる分類
使用可能なディスクによるドライブの分類としては、まずCDドライブ、DVDドライブ、BDドライブなどと分類するのが基本である。
古くはまずCD-ROMドライブ、CD-Rドライブ、CD-RWドライブなどと分類された時期があり、後から登場した規格のディスクに対応するドライブはそれ以前の規格のディスクも読むことができることが一般的だった（一部に例外あり）。DVDドライブが登場してからは、DVD-ROMドライブ、DVDコンボドライブ、DVDスーパーコンボドライブ、DVDマルチドライブ、DVDスーパーマルチドライブなどと、より多くの種類の光ディスクを使用可能な種類が増えていった。→#DVDドライブの種類、#書き込み可能型ドライブの規格の種類

## CDドライブ
CD-ROMとCD-RやCD-RWは規格策定の時期が異なっており、CD-ROMにしか対応しない古いドライブではCD-RやCD-RWを読み込むことはできない。
1996年にはDVDが製品化されたが、CD-R/RWドライブとDVD-ROMドライブは別個に普及を進めたので、初期のDVDプレーヤーやDVD-ROMドライブはCD-Rの再生に非対応だった。
1996年の「オレンジブック パートIII」の規定によって1997年にCD-RWが商品化されたが、これ以降はCD-R/RW両対応製品が多くなった。さらに開発競争によって、読み込み/書き込み速度の高速化も進んだ。
1998年には音楽専用のCD-R/RWレコーダーが発売された。データ用のCD-R/RWは使用できず、私的録音補償金が上乗せされた音楽専用メディアを使う必要がある。一般向けにはミニディスクほど普及しなかったが、アナログレコードのデジタル化やデジタル放送の録音等、DATデッキの代わりとして使用されることも多くなり、低価格化も進みプロ及びオーディオ愛好家向けに生産されるようになった。

### バッファーアンダーランエラー回避技術
「バッファーアンダーラン」とは、CD-Rへの記録中に、記録装置へのデータの転送が途切れ、記録用バッファー内のデータが必要量を下回ってしまう現象を言う。つまり、書き込むデータが必要なのに、そのデータが存在しない状況である。バッファーアンダーランが発生すると書き込みは失敗し、そのディスクは不良ディスクとなり、事実上、使用不能になってしまう。メディアへの記録中にコンピュータの負荷が増大した際に発生し易く、特にドライブの記録速度が向上したことに伴って発生率が上昇し、問題となった。
なお、バッファアンダーランエラー回避技術はDVD-Rドライブでは、仕様で必須の機能とされている。

#### 一般的な技術
記録速度が8倍速以上のCD-R（「High-speed」の記載がある）が登場した2000年頃に、バッファーアンダーランが発生することによる書き込みの失敗（バッファアンダーランエラー）を回避する機能を持ったドライブが開発された。その仕組みは、書き込みソフトウェアと連携し、記録中にドライブへのデータ転送が停滞した際にはディスクへの記録を一時的に中断し、その後データ転送が復旧したらその位置から記録を再開する方法である。例えば、三洋電機の「BURN-Proof」（バーン・プルーフ）や、リコーの「JustLink」（ジャストリンク）、ライトンの「SMART-BURN」（スマート・バーン）といった物が知られている。これらはその後多くのコンピュータ向け記録装置や書き込みソフトウェアに採用され、ドライブバッファの大容量化やコンピュータの性能向上などと共に書き込み不良の減少に寄与している。
高速（20倍速が目安）で書き込みを行う場合は、同じ速度を維持しながら書き込む制御を行うドライブと、ディスク内周部を低速・外周部を高速と、ディスクの回転数を変えて書き込む制御を行うドライブが存在する。後者の制御を行う場合に速度変更を行う「継ぎ目」部分では一時的に書き込み動作が停止するが、書き込み動作の停止・再開にバッファアンダーランエラー回避技術が応用されている。これにより、さらなる高速書き込みが実現された。
バッファアンダーランエラー回避機能が作動すると、ディスク上のピットパターンに微妙な不連続が生じる。しかし、CD-Rはデジタル記録であるためデータに異常が出ることはなく、不連続の大きさ自体も技術発展によって最小限に留められるようになった。しかし、音楽CDを作成した場合、この不連続が音質の劣化につながるという主張もある。

#### その他の技術
例えば、データ用CD-Rの場合は、容量の小さなファイルを幾つも記録する場合もある。このような場合に、書き込みの前に、ライティングソフトウェアの側で予め物理メモリ上などにファイルをキャッシュしておき、多数のファイルを読み取ったせいで時間を要した結果、バッファアンダーランが発生して上記のバッファアンダーランエラー回避機能を利用するといった事態が、そもそも発生しないように済ます機能を実装した例もある。

### CDドライブの年表
CD-ROMドライブ
- 1985年 - フィリップス、PC/XT・PC/AT用CD-ROMドライブ「CM100」を発売。
- 1988年3月 - Apple Computer、Macintosh用CD-ROMドライブ「Apple CDsc」を発表。
- 1988年12月 - 日本電気ホームエレクトロニクス、家庭用ゲーム機として世界で初めてCD-ROMドライブを搭載した「CD-ROM2」を発売。
- 1989年3月 - 富士通、CD-ROM標準搭載のパソコン「FM TOWNS」を発売。
- 1989年4月〜6月 - ソニー、CD-ROM標準搭載のパソコン「Quarter L」（PCX-300C41・PCX-300C11）を発売。
- 1989年10月 - 日本電気 (NEC)、CD-ROM標準搭載のパソコン「PC-8801 MC」を発表。
- 1990年7月 - ソニー、8cmCD-ROM専用電子ブックプレイヤー「データディスクマン DD-1」を発売。

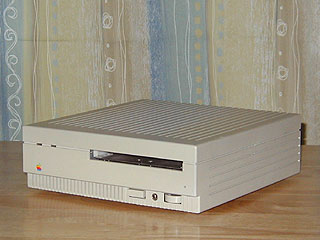
Apple CDsc
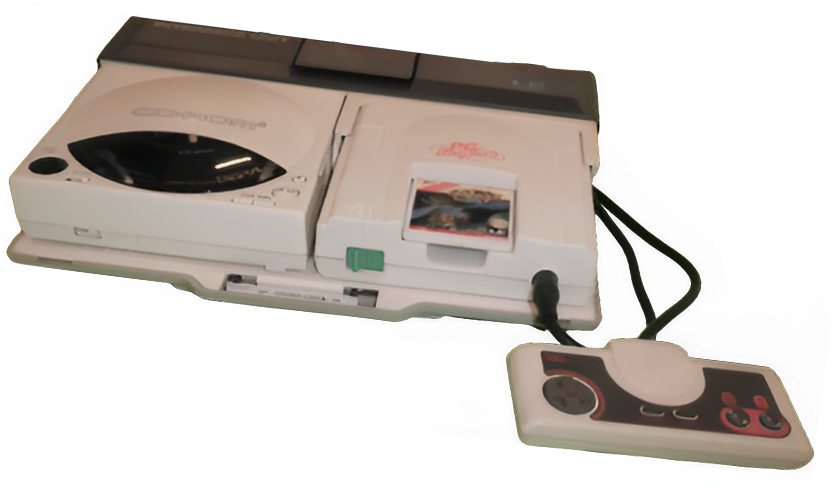
CD-ROM2
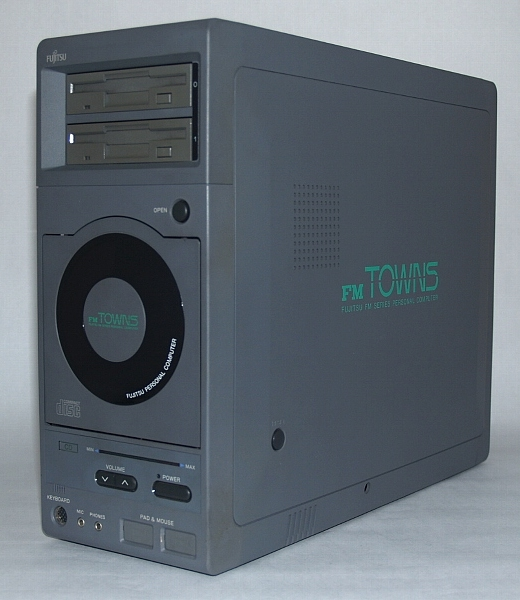
FM TOWNS 2F
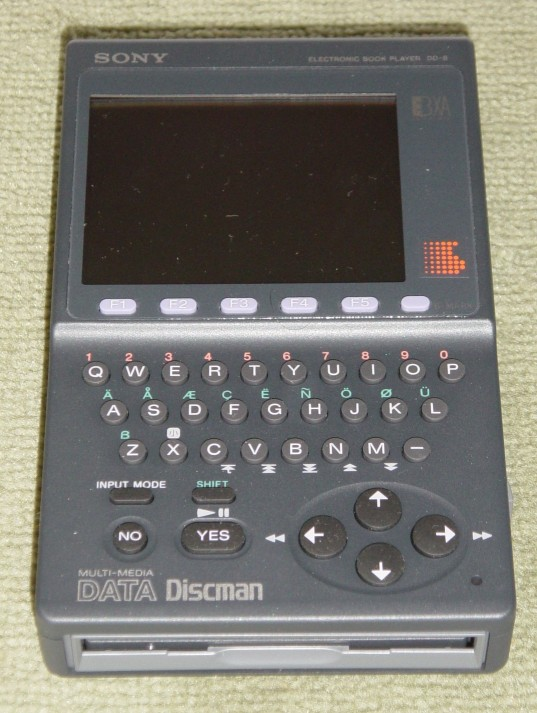
ソニーのデータディスクマン （DD-8)

CD-Rドライブ
- （1988年に太陽誘電がCD-Rを開発し1989年6月より販売を開始し）1990年に初めてCD-Rドライブが商品化され、同年に規格書「オレンジブック パートII」に規定された。

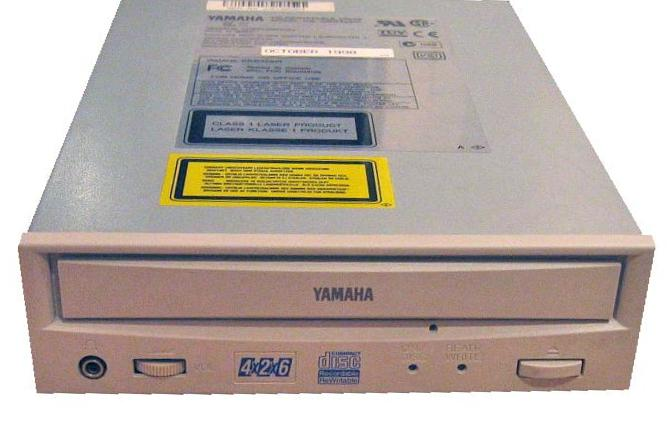
YAMAHAのCD-RWドライブ

CD-RWドライブ

## DVDドライブ

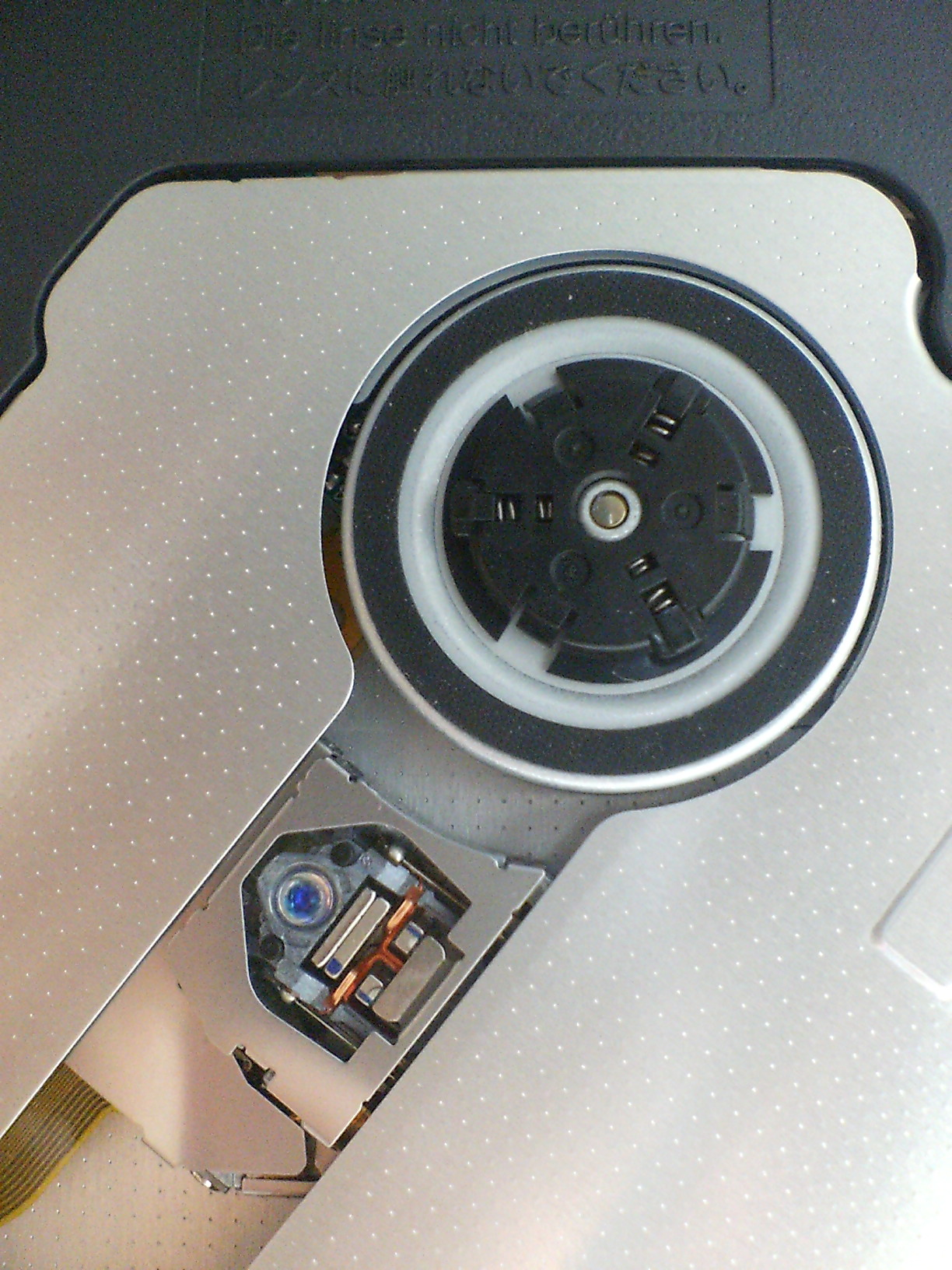
ソニー製PC、VAIO VGC-V174Bに内蔵されているDVDドライブ。このドライブでは、2層であるDVD+R DLを含め、10種類の光ディスクの再生に対応している。

最初にDVD-ROMドライブが開発されたのは1996年である。
初期の搭載製品としては1996年11月8日に発表され、12月20日に発売されたパナソニックのWOODY CF-200DVなどがある。CF-200DVが搭載したのはATAPI接続のDVD-ROM読み出し等倍速、CD-ROM読み出し6倍速のドライブだった。同日には同様の仕様である内蔵型のLK-RV8581ATがP3ブランドの製品として発売された。
DVD-ROMドライブ登場時はパソコンのパフォーマンスが低く、DVD再生の際はソフトウェアのみではスムーズな再生ができなかった。
しかし、1999年頃からソフトウェアのみでDVDの再生が行えるようなパソコンが普及してきたため、（Pentium II 350 MHz/Celeron400 MHz以上のプロセッサー）DVD再生用ボードが不要になった。
1999年頃からDVD-ROMドライブが搭載された機種も出てきたが、本格的な採用は2000年後半にコンボドライブが登場した頃からである。2001年からは書き込み可能型DVDドライブが登場し、読み出し専用型との世代交代が進んでいる。
2000年頃のWindows Me搭載PCではDVD-ROM未対応機種が多かったが、2002年に登場したWindows XP搭載PCからはDVD-ROMに未対応の機種が減っている。
2006年には第3世代光ディスクHD DVDやBlu-ray Discとのコンボドライブと同時に搭載PCも登場し2007年1月30日に発売のWindows Vista (Ultimate) では主な供給メディアがCDからDVDに移ったこともあり、DVDに対応しないPCは新製品のラインから完全に消えている。
パソコン用DVD記録ドライブではCD-R、CD-RWの記録も可能である。

### DVDドライブの種類
ドライブの大きさの分類はデスクトップ及びDVDレコーダー向けとノート型向け（スリムドライブ）があり、接続方式がパラレルATAとシリアルATAに分類されている。近年はシリアルATA接続が主流になっており、それぞれ読み書きの方式によって以下の3つに分類できる。
DVD-ROM
CD/DVD-ROM、DVD-Videoの読み出しのみ対応。登場当初から2001年にかけて多く見られた。
コンボドライブ
CD/DVDの読み出しと、CD-R/RWへの書き込みに対応。2001年後半から2003年にかけてはこれが主流だった。その後DVD書き込み可能型ドライブに取って代わられているが、低価格機では2000年代後半になってからもこちらが搭載された機種も存在する。
スーパーコンボドライブ
リコーが発売した、コンボドライブに加えてDVD+R/DVD+RWの書き込みにも対応したドライブ。

### 書き込み可能型ドライブの規格の種類

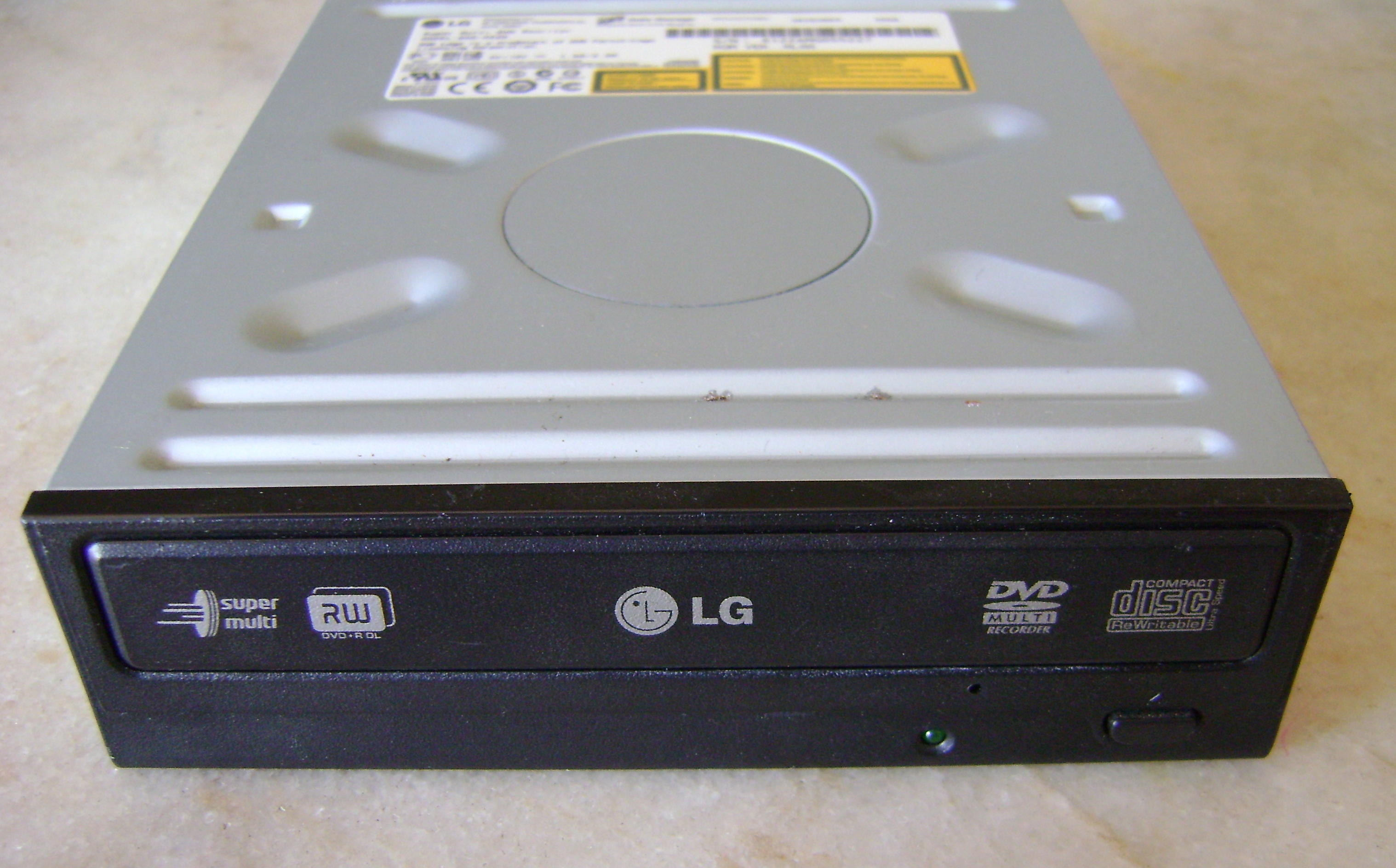
LG製のスーパーマルチドライブ

各ディスクが登場した当初はそれぞれのディスクに専用のドライブが必要だったが現在のドライブはDVD-R/-RW規格を含めた複数対応機器がほとんどであり、DVD-Rや-RW規格を使用すれば互換性の問題はほとんどない。名称は正式に策定されたものではなく通称であり、メーカーによって名称が異なる場合がある。なお、ほとんど全てのDVD書き込み型ドライブでCD-R、CD-RWへの書き込みも可能である。
DVD-R/-RW
DVD-RとDVD-RWに対応。初期のドライブに多い。
DVD-R/RAM
DVD-RとDVD-RAMに対応。初期のドライブに多い。
DVD+R/+RW
DVD+RとDVD+RWに対応。
DVDマルチドライブ
DVD-R, DVD-RW, DVD-RAMの3種類に対応する規格である。記録・再生に対応する規格の他、再生のみに対応した規格も策定されている。あくまでもDVDフォーラムの規格であり、DVD+RWアライアンスの策定したDVD+R/+RWには対応していない。
DVDデュアル (DVD±R/RW)
DVD-R, DVD-RW, DVD+RW, DVD+Rの4種類に対応。DVD-RAMの採用に消極的なメーカーに多く見られた。DVD+R DL, DVD-R DLへの記録やDVD-RAMの再生が可能なモデルもある。
スーパーマルチドライブ

スーパーマルチドライブとは、CD-R、CD-RW、DVD-R、DVD-RW、DVD+R、DVD+RWに加えDVD-RAMの読み書きに対応するドライブを指す通称である。
パーソナルコンピュータの内蔵光学ドライブとしての採用例が多く、フロッピーディスクドライブを廃し、唯一の内蔵補助記憶装置となっている場合もある。
スーパーマルチドライブという名前はメーカーによって多少変化することが多く、二層DVDが書き込み可能なドライブをスーパーマルチと呼ぶこともある。また、単にDVD±RW/RAMドライブという場合もある。
なおSUPER MULTI は、Hitachi-LG Data Storage, Inc.の登録商標である
ハイパーマルチドライブ
スーパーマルチドライブに加えて2層タイプのDVD+R DL, DVD-R DLへの記録に対応したドライブ（ただし一部モデルは+R DLのみ）。
ただしDVD+R DL, DVD-R DLに対応していることが当たり前になると、7種類のDVD書き込み規格に対応したドライブでも、単に「DVDドライブ」と表現されることが多い。
書き込み速度がDVD規格の上限の16倍速に達すると、7種類のDVD書き込み規格に対応しつつ、DVD-R, DVD+Rメディアへの18–24倍速書き込みができるドライブが登場した。

## HD DVDドライブ
- 2006年

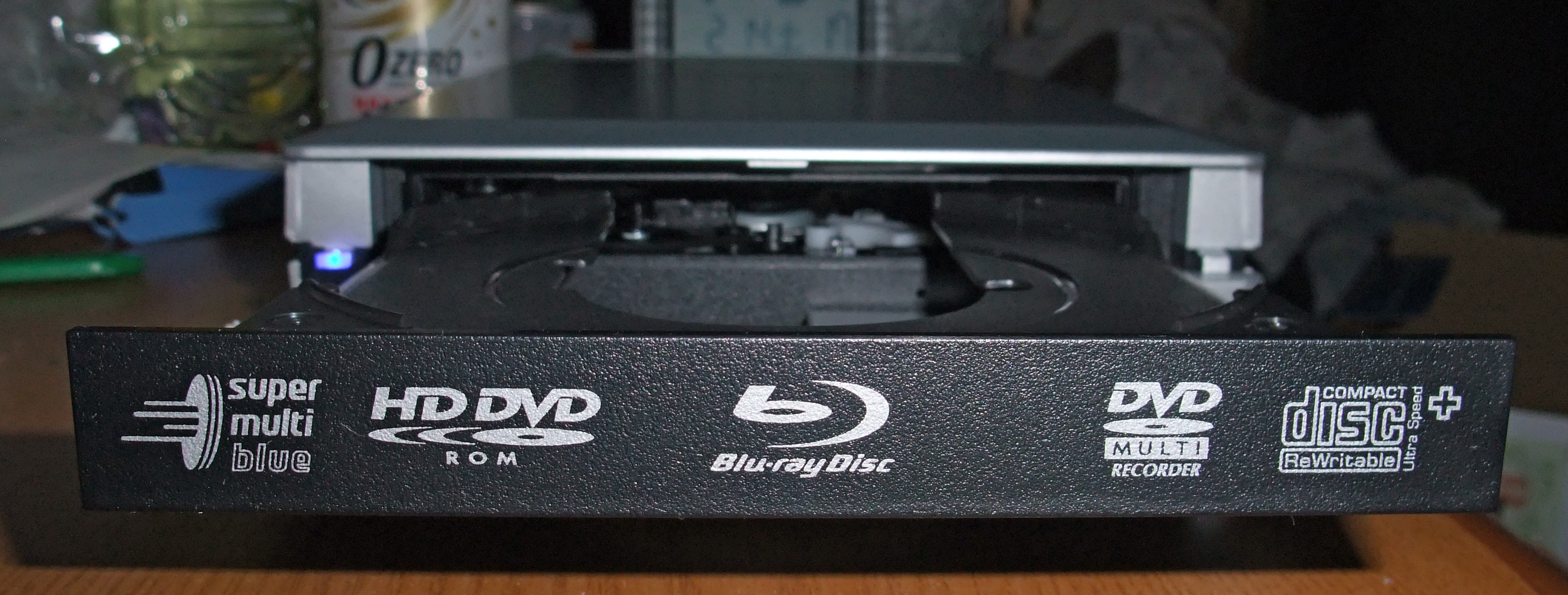
HD DVD/BD両規格対応ドライブ

  - 5月 - 東芝のQosmioG30/697HSを皮切りに、HD DVD-ROMドライブ搭載PCが数社から発売された。HD DVD-ROMドライブはDVDスーパーマルチドライブも兼ねている。
  - 10月10日 - NECエレクトロニクス株式会社がBD、HD DVD両規格の記録と再生に対応し読み込みや書き込みが技術的には可能になるドライブ向けシステムLSIセットのサンプル出荷を開始。
  - 12月下旬 - 世界初のPC用内蔵ファイルベイ用HD DVD-ROMドライブ「HDV-ROM2.4FB」がバッファローより37,000円で発売された。HD DVD-ROM 2層/HD DVD-R 1層/CD・DVDの各種メディアの再生に対応した。
- 2007年
  - 12月17日 - 東芝は12月21日に世界初のHD DVD-RW対応ドライブ（HD Recにも対応）を搭載したノート型パソコンを発売すると発表[11]。

東芝
- SD-H802A
- TS-L802A（初のノートPC搭載用薄型HD DVD再生ドライブ）
- SD-L902A（初のノートPC搭載用薄型HD DVD記録ドライブ）
- SD-H903A（初のデスクトップPC搭載用HD DVD記録ドライブ）
- SD-L912A（初のノートPC搭載用薄型HD DVD-RW記録ドライブ）

LG
- GGC-H20N（HD DVD/BD両対応再生ドライブ）
- GGW-H20N（GGC-H20NにBD-R/REへの記録を可能にしたもの）

BUFFALO
- HDV-ROM2.4FB（SD-H802AのOEM製品）
- BHC-6316FBS-BK（GGC-H20NのOEM製品）
- BHC-6316U2（BHC-6316FBS-BKの外付けモデル）
- BRHC-6316FBS-BK（GGW-H20NのOEM製品）
- BRHC-6316U2（BRHC-6316FBS-BKの外付けモデル）

アイ・オー・データ
- BRD-SH6B（GGW-H20NのOEM製品）
- BRD-UXH6（BRD-SH6Bの外付けモデル）

PC用ドライブは日本で約2万台、海外を含め約30万台が販売。

## BDドライブ
- 2006年
  - 松下電器産業は4月21日にBD-ROMのSL/DL（1層/2層）の再生、BD-R、REのSL/DLの記録再生、および各種CD、DVDメディアの記録再生に対応したBDドライブをメーカー各社へ4月より順次出荷開始したと発表した[24]。内蔵ハーフハイトタイプBDドライブ「SW-5582」は各種BDメディアへの2倍速記録再生に対応。おもにノートPC向けの内蔵スリムトレイタイプの「UJ-210」と内蔵スリムスロットタイプの「UJ-215」は各種BDメディアへの等速記録、およびROMの1.6倍速再生に対応。
  - 松下電器産業は6月10日にBD-ROMのSL/DL（1層/2層）の再生、BD-R、REのSL/DLの記録再生、および各種CD/DVDメディアの記録再生に対応する内蔵ハーフハイトタイプのBDドライブ「LF-MB121JD」[25]を発売した。アイ・オー・データなどから発売された単体ドライブや富士通・ソニー等のパソコンは松下電器（パナソニック・コミュニケーションズ）製ドライブ[24]を採用している。
  - 松下電器産業は6月上旬にBD-R、REのSL/DLディスクを発売した。ソニー・富士フイルム・三菱化学メディア・日立マクセル（現・マクセル）・TDKなども相次いで発売した。
  - ソニーは6月下旬に業界初のBDドライブ搭載のノートパソコン「VAIO type Aシリーズ」とデスクトップパソコン「VAIO type Rシリーズ」を発売した。BDドライブはBD-ROMの再生とBD-R、REのSL/DLの記録再生が可能。デジタル放送のBD-REへのムーブとBD-AV形式のディスクを製作可能。BDドライブの詳細はパナソニック製ドライブを参照[24]。富士通・エプソンダイレクトも松下電器製BDドライブ搭載のパソコンを発売した[24]。
  - NECはHD DVD陣営でありながら秋にBDドライブ搭載パソコン「VALUESTAR Wシリーズ」を発売した。この時点でHD DVDのPC向け記録型ドライブや書き換え可能型メディアが製品化されていないことを理由としている。
- 2007年
  - 5月30日に内蔵スリムトレイタイプのBDドライブ「UJ-210」が店頭で単品販売開始。再生専用および記録再生を含め、BDやHD DVDのスリムタイプドライブの単品店頭販売は初めて。このBDドライブは松下電器産業が2006年4月[24]にメーカー各社へ出荷開始したBDドライブである。
  - パイオニアは8月上旬よりDVD/CDの記録再生が可能な内蔵ハーフハイトタイプBD-ROMドライブ「BDC-S02J」[26]をオープンプライスで発売、店頭予想価格は4万円前後。インターフェイスはSATA。Blu-ray DiscではBD-ROMとBD-R,REのSL/DLの再生に対応（BDレコーダーで記録したBDメディアも含む）。DVD/CDではDVD±Rが12倍速、DVD±R DLが4倍速、DVD±RWが6倍速、DVD-RAMが5倍速、CD-R、RWが24倍速で記録可能。
  - 松下電器産業は12月27日にノート型パソコン向け9.5mm厚のBlu-ray Discドライブの開発を発表[27]。発表時には、メーカーへのサンプル出荷はすでに行われていた。

## 1:100原理
光学ドライブの価格はレーザー光源単体の価格の約100倍になるという法則。光源が安くならなければ光学ドライブは安くならない。

## ドライブ生産メーカー
2025年5月現在
- 日立LGデータストレージ - 日立製作所とLGの光学ドライブ生産合弁会社

以下、撤退済みメーカー
- ヤマハ
- リコー
- プレクスター
- ティアック - 光ドライブ事業をアルメディオに譲渡[28]
- NEC
- ソニーオプティアーク
- 東芝サムスン ストレージ・テクノロジー - 東芝とサムスン電子の光学ドライブ生産合弁会社[29]
- パナソニック
- パイオニア - 後にパイオニアデジタルデザインアンドマニュファクチャリング（PDDM）に移管を経て、中国・山西グループ傘下の山西光链科技产业发展へ譲渡[30]
- LITEON
- アルメディオ